# 欧州植物品種庁
欧州植物品種庁（おうしゅうしょくぶつひんしゅちょう、英語：Community Plant Variety Office、略称：CPVO）は、欧州連合の専門機関の1つで、1994年に設立され、フランス共和国アンジェに所在している。植物種保護局とも称される。
欧州植物品種庁の任務は育成者権や、植物に関する知的財産権のシステム管理である。欧州植物品種庁は欧州連合知的財産庁のように機能し、新しい植物品種に知的財産保護を与える。これらの権利は、25年もしくは30年が有効期間となっている。